# 重睑术
重睑术俗称双眼皮手术，是一种流行于东亚地区的整形手术，据报道为臺灣、韩国及其他东亚地区最普遍的整形手术，印度东北部各邦（如阿萨姆邦）也经常进行这种手术。
人类眼睑（眼皮）可分为两类：睁眼的时候上眼睑无自然褶皱为单睑（单眼皮），出现自然褶皱为重睑（双眼皮）。相对于其他人种，黄色人种的眼睛不很突出，而且眼睑较厚重，因此近一半的人是单睑。割双眼皮通过人为增加褶皱造成重睑，可以使得眼睛更突出，不能使眼睛变得更大，但可以使眼睛看上去更大。

## 手術方式
1. 切开法。是一种永久性的双眼皮手术术，在上眼睑切除一条皮肤和多余的皮下脂肪，然后缝合。同时还可以进行其他眼部整形。此方法需切开皮肤，创伤略大，但通过切口可做上睑结构的调整，效果可靠、持久，适合于各种情况下的单睑。消肿时间略长，伤口会留下一线状疤痕。
2. 埋线法。亦有称之为高分子成型，是通过缝合方式，直接把缝线（或高分子缝合线）埋藏于皮肤及睑板之间，使上睑皮肤同睑板发生粘连，形成双眼皮手术。此方法操作简便，创伤小，不留疤痕，消肿快，不需拆线，比较适合年轻人、眼皮较薄、眼裂长，亦无皮肤松驰的情况；对眼皮较厚，皮肤松驰及年龄较大者不太适合，并有双眼皮手术消失的可能。
3. 压线法。类似缝合法，是将粘膜同皮肤贯穿缝合，形成双眼皮手术。因其上睑连续全层贯穿缝合，使血管回流受阻，故使上睑肿胀明显，消肿较慢，并需拆线，双眼皮手术亦有消失的可能。

## 手术风险
双眼皮手术可谓是难于控制的小手术，所以很容易出现失误，常见的情况有：
1. 出现皱褶或呈“三眼皮”。这是由于未按自然弧度设计的双眼皮线，去除组织不均匀所造成。另外，缝合不恰当，未按自然走向进行缝合，错位缝合，过紧或过松等都有可能造成“三眼皮”。
2. 两眼不对称，弧度不理想。双眼皮一眼宽一眼窄，或是一眼正常一眼异常，这是由于双侧剥离、去除组织等有差别，缝合有差别所造成。特别是两眼的手术非一人操作，极易造成较大的误差，使两眼不对称。
3. 睁眼费力。双眼皮手术后，睁眼费力或伴有上睑下垂，有沉着不适感。这是因为手术操作粗暴，组织损伤过多，出血、血肿或组织粘连所造成。另外，损伤提上睑肌或眶隔膜与提上睑肌粘连及瘢痕体质等，也可造成睁眼费力。
4. 双眼皮脱落。这大多是埋线双眼皮的并发症。一般是双眼皮逐渐变窄，甚至完全脱落消失。双眼皮脱落消失可是单侧，也可是双侧。脱落的原因是埋线时，未确实与睑板固定，或是线的慢性钝性切割所造成。

双眼皮的不满意结果一般要经过手术矫正。严重并发症者，应在术后1周至1个月内修整，一般不满意结果应争取在术后半年至1年后修整更好些。修整时应重新确认正常重睑线，按双眼皮满意的弧度及宽窄进行手术，并充分松解原有粘连带。术后受术者要积极配合医生进行睁眼练习，并辅以红外线、热敷等理疗，防止再次粘连造成不满意结果。

## 双眼皮手术方法
一、埋线双眼皮。比较简单的双眼皮手术，通过缝线的方式形成双眼皮。
二、切开双眼皮。最普遍的双眼皮手术，通过开刀手术形成永久双眼皮。

## 双眼皮禁忌人群
眼皮有皮肤炎症病兆，处于月经期、妊娠期内，眼球过突、过凹或眼睑退缩，具备明显疤痕体质，整形要求不切合实际，患严重肝、肾、心、脑疾病，严重血液疾病患，患尚未控制的糖尿病和传染性疾病。